# UFC 211
UFC 211: Miocic vs. dos Santos 2 var en MMA-gala som arrangerades av Ultimate Fighting Championship och ägde rum 13 maj 2017 i Dallas i USA. 

## Resultat
1. ↑  Titelmatch i tungvikt.
2. ↑  Titelmatch i stråvikt.